# Mamá planchame la camisa
«Mamá planchame la camisa» es la primera canción del segundo álbum de estudio titulado Lluvia de gallinas perteneciente al grupo de rock y new wave argentino Suéter. Fue editado bajo el sello 20th Century Records en el año 1984. Junto con la canción «Amanece en la ruta», fue uno de los hits más destacados de la placa.

## Interpretación
La letra hace mención al real concepto de ir a bailar a un boliche, ya que realmente no es ir a bailar, sino ir a mirar mujeres (u hombres, dependiendo del caso). El título de la canción es en verdad una ironía de su autor, Miguel Zavaleta, quien explica en un reportaje:

En parte, en realidad era una broma para mi mamá, porque ella nunca me quiso planchar las camisas…
Miguel Zavaleta entrevistado el 16 de agosto de 2011.

Esta canción también es la primera del grupo en tener su primer videoclip promocional.